# S (ånglok)
S, mellan 1916 och 1942 Sa, är en svensk ånglokstyp, tillhörande Statens Järnvägar. S-loken var tanklok och användes huvudsakligen i persontrafik.
S-loken byggdes i 46 exemplar mellan 1908 och 1916. av Motala Verkstad, Nydqvist och Holm och Vagn- och Maskinfabriksaktiebolaget Falun. De var överhettarlok med två utvändiga cylindrar och sidotankar.
Flera av loken såldes till privatbanor på 1930-talet, när stora delar av SJ:s nät hade blivit elektrifierat. Loken återkom dock i samband med att dessa förstatligades. De flesta S-loken togs ur trafik på 1950-talet och ersattes med rälsbussar. Sju S-lok finns bevarade som museilok, bland annat på Angelner Dampfeisenbahn i Tyskland och Skånska järnvägar vid Brösarps station.